# Viessmann

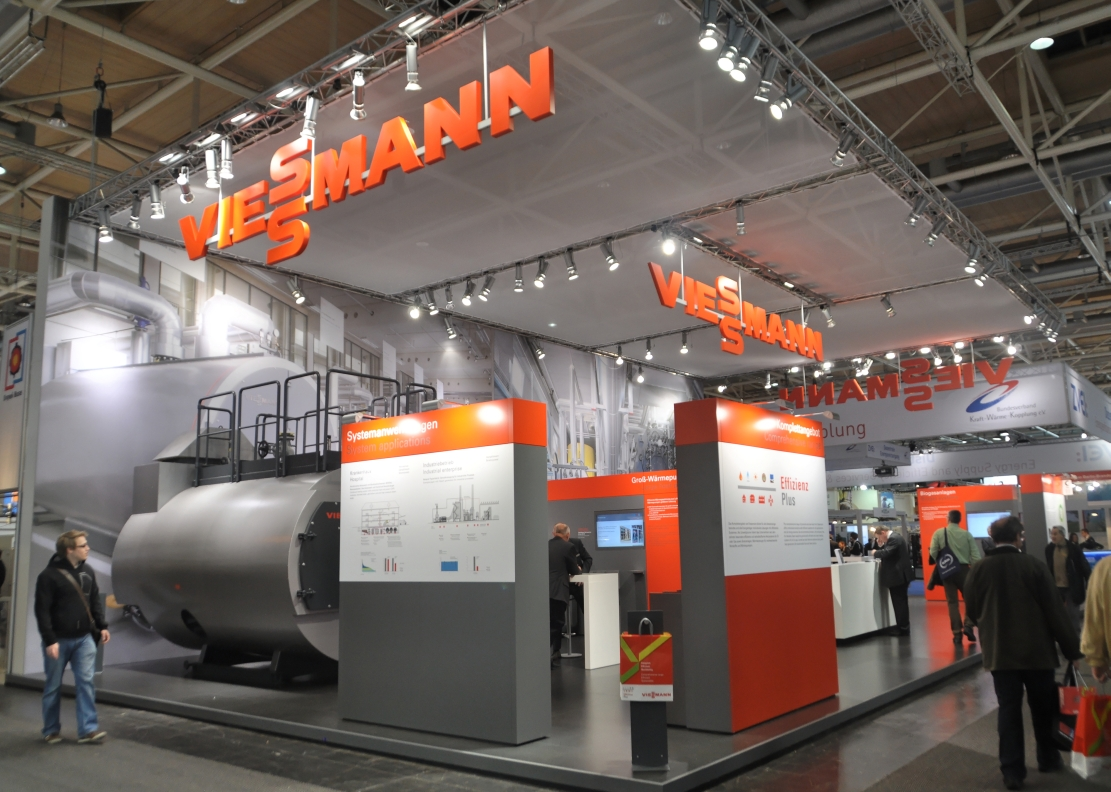
Un stand de l'entreprise à l'Hannover Messe 2012.

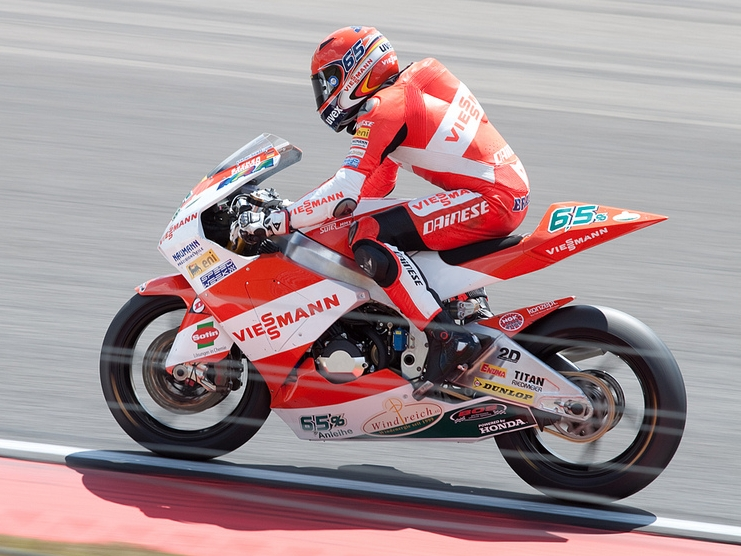
Sponsorat en compétition de motocyclisme

Viessmann est une entreprise allemande spécialisée dans la construction et la vente de chaudières de chauffage central. Elle développe plusieurs types de chaudières, à bois, au gaz, au fioul, à l'énergie solaire, ainsi que des pompes à chaleur. Cette entreprise possède de nombreuses filiales dans le monde. En 2023, cette société allemande, restée une entreprise familiale appartenant aux descendants du fondateur, et qui a innové régulièrement, annonce vouloir vendre 85 % de son activité à la société américaine Carrier.

## Historique

### Les débuts à Hof
Les racines du groupe Viessmann se trouvent dans le village de Hof. Johann Viessmann, né en 1879 à Kulmbach, y vit et travaille en tant que maître ferronnier. En 1917, de retour de la Première Guerre mondiale, il s'installe à son propre compte et fabrique des machines agricoles. Fantaisie, inventivité et habileté manuelle font qu'il ne se contente pas de produire des machines agricoles.
Il répare aussi bien des machines textiles que, ce qui était encore un miracle de technologie à l'époque, des voitures. C'est ainsi que la ferronnerie de Johann Viessmann se développe en « établissement de production de machines, soudure autogène et garage automobile ».

### Les chaudières en tôle d'acier
Suivant les conseils de Hofer Gärtner, Johann Viessmann commence à produire des chaudières en 1928. Le marché du chauffage est alors dominé par des entreprises produisant des chaudières en fonte. Johann Viessmann entrevoit rapidement les améliorations possibles de ces chaudières qui sont conçues en se basant sur les techniques de la fonte. En peu de temps il réussit à développer une nouvelle génération de chaudières et à les produire dans son atelier.
Au début, les chaudières sont faites de tuyaux soudés ensemble à l'autogène. Johann Viessmann utilise des tuyaux car ils sont résistants à la pression et facile à travailler. Les chaudières nécessitent moins de combustibles et délivrent plus rapidement la chaleur que les chaudières en fonte. Ces avantages séduisent. Les exploitations horticoles du village et des environs installent ces chaudières économiques.

### Le chauffage central
Le chauffage central s'impose de plus en plus dans les foyers et les industries. Johann Viessmann introduit la soudure à l'arc électrique dans ses usines permettant d'augmenter les cadences de soudures et de diminuer les déformations thermiques. Cette nouvelle technique débouche sur de nouveaux design de chaudières. À la place des tuyaux, il utilise des tôles pour fabriquer les échangeurs thermiques. Cette conception permet de produire des chaudières de plus petites puissances et des chaudières à combustion inversée à un prix compétitif qui permettent de chauffer plus économiquement.
Il dépose pour ses chaudières des brevets. À la suite du contrat de licence avec une entreprise de la Hesse, Johann Viessmann quitte Hof en 1937 pour installer une production de plus grande envergure. À Allendorf sur Eder, il construit une usine qui va devenir la maison mère du groupe Viessmann. À cette époque, 30 ouvriers sont employés à l'usine.

### Les chaudières en acier d'Allendorf
Même pendant la Seconde Guerre mondiale, des chaudières en acier sont produites dans l'usine d'Allendorf. Hans Viessmann, fils du fondateur de l'entreprise, est soldat dans une unité spéciale de technologie radio de pointe. Pendant ses loisirs, Hans Viessmann se consacre aux brouillons de nouvelles chaudières. Avec une pochette remplie de dessins et d'idées, il rentre à la maison en 1945.
En 1947, Hans Viessmann reprend l'entreprise de son père qui compte 37 employés. Il est soucieux de moderniser l'entreprise avec des techniques de production modernes et à grandes cadences, et d'adapter les chaudières aux impératifs techniques. Paré à la réforme monétaire, le personnel est passé à 100 employés. L'entreprise est le centre de l'économie du village et du canton de Frankenberg.

### Le fioul à la place des combustibles solides
Le début des années 1950 est un tournant majeur pour le monde du chauffage : le fioul s'impose dans un marché jusqu'alors dominé par les combustibles solides, principalement le charbon. Le fioul permet l'automatisation complète du processus de chauffage et rend possible la production d'eau chaude sanitaire à grande échelle. Avec le chauffage au fioul, les systèmes inertes de chauffages à gravitation sont remplacés par pompes de circulation permettant une régulation rapide. On passe ainsi à une installation close avec des vases d'expansion remplaçant les installations ouvertes.
Dans cette phase de réorientation, Viessmann développe des chaudières fioul ainsi que des chaudières charbon-fioul avec préparateur ECS (eau chaude sanitaire) intégré - les premières chaudières mixtes.

### La chaudière mixte Triola
En 1957, à la Hannover Messe, Viessmann présente un programme de chauffage très avancé pour l'époque. Parmi les nouveautés, une chaudière mixte pour combustibles solides et fioul : la chaudière Triola. La chambre de combustion est optimale pour la combustion du fioul et ne nécessite pas de chemise comme c'est le cas dans les autres chaudières fioul. Peu de manipulations sont nécessaires pour passer du fioul aux combustibles solides avec cette chaudière.
Ces avantages des nouvelles chaudières en acier vont faire bouger le marché du chauffage qui jusqu'alors était encore dominé par les chaudières en fonte. La chambre de combustion optimale, l'absence de chemise et la possibilité de monter un préparateur ECS rendent les chaudières Viessmann populaires. L'ère des chaudières en acier commence.

### Intérêt croissant pour les techniques de régulation
Avec l'arrivée de l'allumage automatique, la technique de la régulation électronique gagne en importance. Un mélangeur 4 voies devient partie intégrante de la chaudière.

### Le gaz
Début mars 2023, dans un article publié sur son blog professionnel, Viessmann défend l'énergie du gaz et appelle à l'utilisation dans le futur d'un gaz plus écologique via la biométhanisation, la pyrogazéification, la gazéification hydrothermale ou l’hydrogène bas carbone renouvelable.

### La pompe à chaleur et la vente annoncée à Carrier
Continuant à innover, l'entreprise familiale Viessmann devient leader en Allemagne sur les ventes de pompes à chaleur. Mais, en avril 2023, cette société annonce vouloir vendre 85 % de son activité à une entreprise américaine, Carrier, et notamment l'activité pompe à chaleur,, pour 12 milliards d'euros.
Paradoxalement, c'est l'accélération favorisée par le gouvernement allemand de la transition vers des énergies non fossiles pour le chauffage qui amène Viessmann à prendre cette décision : à partir de 2024, aucun nouveau chauffage au gaz ou au fioul ne pourra plus être installé en Allemagne, et d’ici à 2030, il est estimé que 500 000 pompes à chaleur s'installeront chaque année dans les bâtiments allemands, subventionnées avec des aides étatiques. Viessmann a déjà connu une hausse de 19 % de son chiffre d'affaires en 2022. Mais cette société s'estime incapable de répondre à cette explosion de la demande à venir, à la suite de la politique gouvernementale, et a cherché à s'adosser à un partenaire pour ne pas laisser un boulevard à ses concurrents asiatiques tels que Daikin ou LG Group.

## Production
- Chaudières fioul, fioul condensation, gaz, gaz condensation, bois, de moyenne ou de grande puissance
- Ballons d'eau chaude
- Capteurs solaires
- Digesteurs de méthanisation (filiale Schmack Biogas)[5].
- Modules solaires photovoltaïques
- Pompes à chaleur
- Régulations
- Commandes à distance
- Échangeurs de chaleur
- Techniques des systèmes